# カール・シュルツ

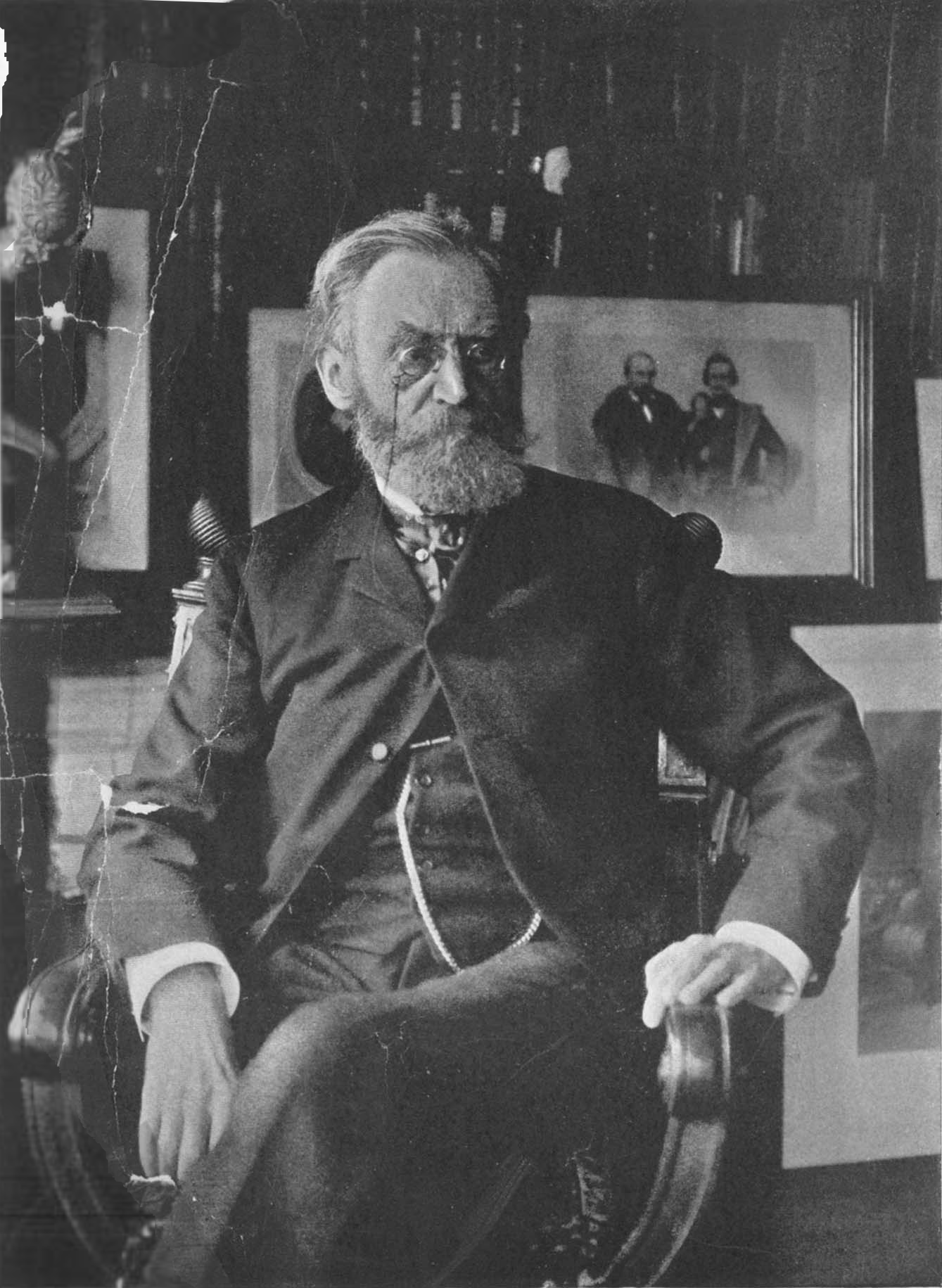
カール・シュルツ

カール・シュルツ（Carl Schurz, 1829年3月2日 - 1906年5月14日）はドイツ出身の革命家であり、アメリカ合衆国の政治家、改革者および南北戦争時のアメリカ陸軍将軍。著作家、新聞の編集者およびジャーナリストでもあり、1869年にはドイツ生まれのアメリカ人としては初めてアメリカ合衆国上院議員に選ばれた。1848年革命に失敗してアメリカ合衆国に移住したドイツ人移民、いわゆるフォーティエイターズ(en:Forty-Eighters)の中でも最も良く知られた人物のひとりである。
妻マルガレーテとその妹ベルタ・フォン・レンゲはアメリカにおける幼稚園制度設立の提唱者であった。シュルツの後半生アメリカ政治の中でも傑出した独立独歩の道を歩み、その高次元の原則、政党に組しなかったこと、およびその道徳意識の高さで注目された。
シュルツは次の発言を残している。

## 生い立ちとドイツ時代
プロイセン王国ラインラント州のリブラール（現在のノルトライン＝ヴェストファーレン州エルフトシュタットの一部）で、教師の息子として生まれた。ケルンのイエズス会中等学校で学び、ボン大学に入った。ここでゴットフリート・キンケル、続いて1人の教授およびヨハネス・フォン・レンゲと知り合ったことで革命家になった。
シュルツはボンの民族主義的なブルシェンシャフト学生結社連合の一員となった。キンケルが『ボンナー・ツァイトゥング』紙を編集するのを手伝う傍らで1848年革命では活発に行動したが、ラシュタットが陥落するとチューリッヒに逃れた。1850年、密かにドイツに戻り、シュパンダウの監獄からキンケルを救い出し、キンケルがスコットランドに逃げるのを助けた。シュルツはパリに行ったが、1851年12月のクーデターの前夜に警察によってフランスから強制退去させられた。1852年8月まではロンドンに留まりドイツ語を教えて生活していた。シュルツは1852年7月にレンゲの義理の妹と結婚し、アメリカへ移住してしばらくフィラデルフィアに居住した。

## アメリカ合衆国での政治
1856年、ヨーロッパで1年間を過ごした後に、ウィスコンシン州ウォータータウンに転居し、すぐにウィスコンシン州の共和党でも傑出した存在になった。1857年、副知事の共和党候補になったが落選した。翌年イリノイ州でエイブラハム・リンカーンとスティーブン・ダグラスとの間に討論が行われたとき、シュルツも演説者として参加し、ほとんどドイツ語ではあったが、ドイツ系アメリカ人有権者の間にリンカーンの人気を高めることができた。この年に、ウィスコンシン州法廷弁護士として認められ、ミルウォーキーで法律の実習を始めた。1859年の州内遊説では、ウィスコンシン州最高裁が逃亡奴隷法を違憲と宣言していたので、逃亡奴隷法を攻撃する演説を行い、州の権限を論じた。しかし、ウィスコンシン州南西部には南部の者たちが多く移動してきていたので、シュルツの政治的立場は難しくなった。州外では、1859年4月18日にボストンのファニエル・ホールで「真のアメリカ主義」について演説を行い、外国人の立場で「移民排斥主義」に対して共和党の姿勢を明確にすることが意図された。ウィスコンシン州のドイツ人は、1859年の州知事選に共和党の候補にシュルツを推そうとしたが失敗した。1860年の共和党全国大会で、シュルツはウィスコンシン州代議員の代弁者となり、大統領候補として初めはウィリアム・スワードに投票した。指名投票は3回目までもつれ、最終的にはリンカーンの指名を宣言することになった。

## 南北戦争
1861年、リンカーンは、スワードの反対はあったものの、シュルツのヨーロッパでの革命家としての経験を買い、駐スペイン大使に任命した。シュルツはスペインが南部を支持しないよう密かに説得して成功し、1862年1月にはアメリカに戻った。大使の職を辞した後は、4月に北軍志願兵の准将に任命され、6月にはジョン・C・フレモントの師団に入って指揮を執り、続いてフランツ・シーゲルの軍団に転属となり、第二次ブルランの戦いに参加した。1963年3月14日に志願兵の少将に昇進し、オリバー・O・ハワード将軍の下で第11軍団の師団指揮官となり、チャンセラーズヴィルの戦いに参戦した。この戦いで南軍のストーンウォール・ジャクソン将軍に惨めな敗北を喫したことで、後にハワード将軍とは辛らつな論争になった。シュルツはゲティスバーグの戦いにも加わって再び惨めな敗北を喫したが、第三次チャタヌーガの戦いでは勝利をおさめた。後にシュルツはナッシュビルの作戦本部の指揮を任され、あまり実戦に関わることはなかったが、終戦の1か月前にウィリアム・シャーマン将軍の軍隊と共にノースカロライナ州で戦った。戦争が終わるとすぐに除隊した。

## 戦後の政治
1865年の夏、アンドリュー・ジョンソン大統領は戦後の南部の状態を調べるためにシュルツを派遣した。シュルツがミシシッピ州で州兵を組織することを禁じたヘンリー・スロカム将軍の命令を承認したことから、ジョンソン大統領と喧嘩になった。シュルツの報告は、各州の諸権利を完全に保ったままの再加盟と、アメリカ合衆国議会の委員会によるさらなる立法の必要性の調査を提案していたが、ジョンソン大統領はこれを無視した。1867年から1868年にかけて、シュルツは『デトロイト・ポスト』紙の編集長となり、続いてセントルイスの『ヴェストリッヒェ・ポスト』紙のエミール・プレトリアスと共に編集者兼共同経営者となった。この年の冬にドイツに旅して、オットー・フォン・ビスマルクのインタビューを取った。1868年の大統領選挙では「再加盟拒否」に反対し、「正直な金」に賛成する発言をした。
1869年から1875年にかけて、シュルツはミズーリ州選出アメリカ合衆国上院議員を務め、アメリカ合衆国中西部に多いドイツ系アメリカ人の支持から共和党員としての政治的影響力を得た。議会では財政的な責任を追及する演説で大きな評判を取った。この期間にシュルツは共和党と袂を分かってミズーリ州で自由共和党を立ち上げ、1870年には州知事にB・グラッツ・ブラウンを当選させた。1872年、自由共和党大会を主宰したが、この大会ではシュルツの関税に関する見解は支持されず、また同年の大統領選挙ではシュルツ自身がチャールズ・フランシス・アダムズかライマン・トランブルを推したものの、結果的にはホレス・グリーリーが指名された。この選挙で新大統領となったユリシーズ・グラントのサントドミンゴ政策に反対した。ウィリアム・フェッセンデンの死後、シュルツは外務委員会の委員となり、グラントの南部政策や普仏戦争においてフランスに武器弾薬を売る政府の政策に反対した。1875年、オハイオ州知事選挙で健全な金を代表するものとしてラザフォード・ヘイズの選出を応援した。

## 内務長官
1876年、シュルツは大統領選に出馬したヘイズを支持し、勝利した後は内務長官に指名された。ヘイズは内閣の閣僚指名や就任演説でもシュルツの忠告に従った。シュルツは内務省にいるときに公務員の業績に関して持論を展開し、理由のない転籍は認めず、事務員になりたい者には昇任試験を要求した。政治的な後援組織を排除しようとしたが、大きな成功は得られなかった。シュルツは初期の自然保護論者として土地の搾取者を告発し、森林の保存の必要性を訴えたことで大衆の注目を呼んだ。
シュルツはインディアン管理局を改革し、陸軍省への移管を定める法案に反対して廃案にさせた。インディアン管理局は内務省の中でも最も腐敗している部署であり、インディアン居留地の代理人、農夫、教師などの役職は政治的な利益供与に基づいて決められていた。役職は政治的な報酬として見られており、個人的な富のために居留地を使う免許があれば働く必要はなかった。インディアン管理局を陸軍省へ編入することは、政治の代わりに規則と愛国者的奉仕に基づいていたので、インディアンなどには局の雇員の代わりにインディアンのために良いことをするようになると考えられていた。しかし、政治的な圧力と教区制によってインディアン管理局は内務省に留まることになった。

## 引退および死
シュルツは1881年に政界を引退し、ニューヨーク市に転居した。1881年の夏から1883年の秋にかけて、『ニューヨーク・イブニング・ポスト』紙の編集長と共同経営者の一人となった。1884年、共和党の大統領候補ジェイムズ・G・ブレインの指名に反対する独立した運動の指導者となり、結果的にグロバー・クリーブランドの選出に貢献した。1888年から1892年、ハンブルク・アメリカン汽船会社のアメリカ側代表者を務めた。1892年、ジョージ・ウィリアム・カーティスの後を受けて、国家公務員改革連盟の会長になり、1901年までその職にあった。1892年にはやはりカーティスの後を受けて、『ハーパーズ・ウィークリー』紙の論説委員になり、1898年まで務めて選挙人団の改革を積極的に支えた。1895年、ニューヨーク市の反タマニー・ホール選挙協力のために発言した。1896年の大統領選挙には、ウィリアム・ジェニングズ・ブライアンに反対し、健全な金のために発言し、共和党の庇護の下には入らなかった。4年後、1900年の大統領選挙になると、今度は反帝国主義のためにブライアンを支持し、アメリカ反帝国主義連盟の一員にもなった。1904年の大統領選挙では民主党候補者のアルトン・B・パーカーを支持した。シュルツはニューヨーク州ジョージ湖のノースウエスト湾にある夏のコテージで生活したが、これは親友のエイブラハム・ジャコビが建てたものだった。
シュルツはその人生を通じて、意見を表明することに躊躇したことはなかった。政治家仲間の間ではその数多い辛らつな文書のためにリンカーンやジョンソンのような大統領と並んで一目置かれた。強い言葉による演説や論説、および深く保持された確信のために支持者にとっては英雄であったが、批判者からは広く嫌われた。移民社会とは強い繋がりがあった。1893年のシカゴ万国博覧会ではドイツ系移民に向かって、いかにアメリカの社会に順応すると予測しているかを次のように語った。
シュルツは多くの著作をものにした。その中には、1巻の演説集（1865年）、ヘンリー・クレイの秀逸な伝記（1887年）、リンカーンに関する随筆（1899年）、チャールズ・サムナーに関する随筆（死後の1951年に出版）、およびシュルツ自身の『回顧録』（死後の1907年から1909年に出版）がある。後半生では備忘録も書いていた。
1906年5月14日にニューヨーク市で死去し、スリーピーホロー墓地に埋葬された。

## 記念

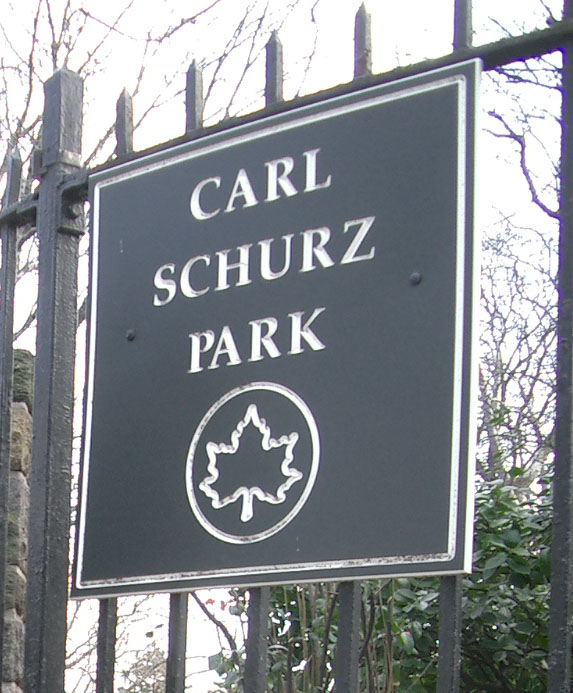
ニューヨーク市にあるカール・シュルツ公園

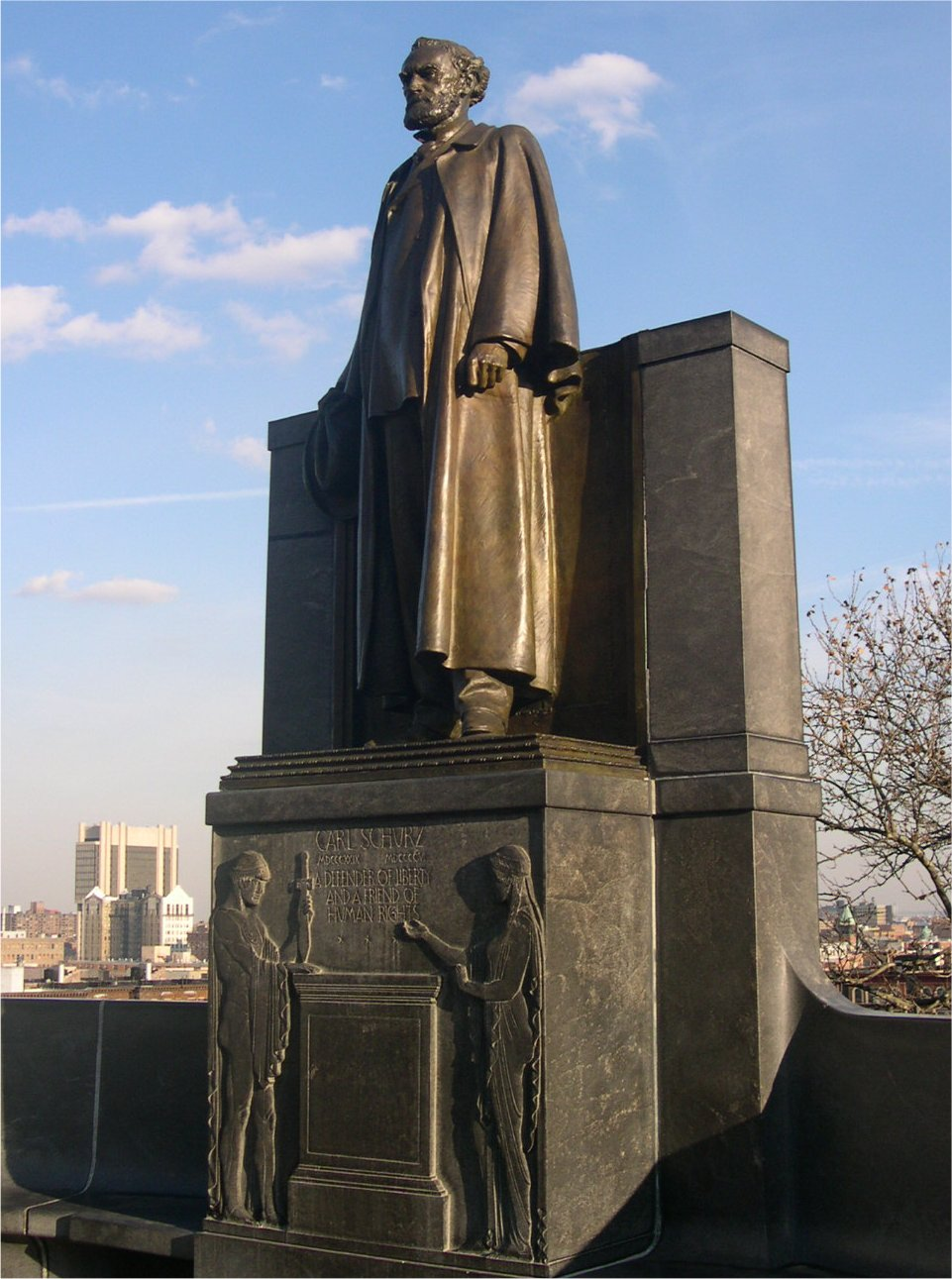
ニューヨーク市にあるシュルツの銅像

- ニューヨーク市には、14.9エーカー（60,000平方メートル）のカール・シュルツ公園があり、マンハッタンのヨークビルに隣接し、ヘルゲイトの水路を見渡せる。1910年にシュルツにちなんで名付けられ、1942年以降ニューヨーク市長の住居であるグレイシー・マンションがある。
- カール・シュルツ・ドライブは、シュルツが住んでいたウィスコンシン州ウォータータウンの北端にある住宅街の通りである。
- ウィスコンシン州ウォータータウンにはシュルツ・スクールという小学校がある。
- ウィスコンシン州のムース湖岸にあるストーン・バンク（マートン町）には、会員制のカール・シュルツ公園がある。
- ニューヨーク市モーニングサイド・ドライブと116番街の角に、カール・ビター制作になるシュルツの銅像が1913年に立てられた。
- シカゴの歴史的景観となっているカール・シュルツ高校は1910年に建てられた。
- ミズーリ大学コロンビア校には、学生宿舎としてシュルツ・ホールがある。
- テキサス州ニューブローンフェルズにはカール・シュルツ小学校がある。
- ニューヨーク州ボルトン・ランディングには、カール・シュルツおよびエイブラハム・ジャコビ記念公園がある。
- アメリカ合衆国郵便公社はシュルツの名前と顔を使った4セント切手を発行した。
- 第二次世界大戦に参加したアメリカのリバティ船の中に「カール・シュルツ」がある。
- イエローストーンの東部、イーグル・ピークの北、アトキンス・ピークの南にシュルツ山がある。イエローストーン国立公園の保護に関わったシュルツにちなんで、1885年にアメリカ地質調査所が名付けた。
- ウィスコンシン州オシュコシュのメノモニー公園にはシュルツの銅像がある。

ドイツにもシュルツの人生と業績を記念する記念物がある。
- シュルツにちなむ通りは、ベルリン・シュパンダウ、ブレーメン、ギーセン、ハイデルベルク、カールスルーエ、ラシュタット、パーダーボルン、プフォルツハイム、ピルマゼンス、ライプツィヒおよびヴッパータールにある。
- 学校では、ボン、ブレーメン、ベルリン・シュパンダウ、フランクフルト・アム・マイン、ラシュタットおよび生まれ故郷のエルフシュタット・レブラールにある。
- フランクフルト・アム・マイン郊外の地域、ラシュタットの噴水、ハルトハイムにあるドイツ軍宿舎、および1942年と1976年のドイツの切手はシュルツにちなんだものである。